# TUBA1C
Chuỗi Tubulin alpha-1C là một protein mà ở người được mã hóa bởi gen TUBA1C.